# Bazilika sv. Jakoba, Levoča
Bazilika svetega Jakoba (slovaško Bazilika svätého Jakuba) je gotska cerkev v Levoči, Prešovski okraj, Slovaška. Gradnja se je začela v 14. stoletju. Je katoliška župnijska cerkev, posvečena Jakobu apostolu.
Notranjost vsebuje več gotskih oltarjev, vključno z glavnim oltarjem najvišjim lesenim oltarjem na svetu z 18,62 metra iz delavnice mojstra Pavla iz Levoče, ki je bil dokončan leta 1517. Cerkev, druga največja na Slovaškem, hrani tudi dobro ohranjeno opremo in umetnine. Zvonik je iz 19. stoletja. Cerkev je bila leta 2009 dodana na Unescov seznam svetovne dediščine kot del Levoča, Spiški grad in z njima povezani kulturni spomeniki pod imenom Levoča in delo mojstra Pavla v Spišu. Je tudi slovaški narodni spomenik. Leta 2015 je papež Frančišek cerkev razglasil za manjšo baziliko.

## Zgodovina
V središču mesta Levoča, takrat v Ogrskem kraljestvu, so začeli graditi gotsko cerkev v 14. stoletju. Cerkev obvladuje glavni trg zgodovinskega mesta, skupaj z renesančno mestno hišo. Je katoliška cerkev, posvečena Jakobu apostolu.
Notranjost ima več gotskih oltarjev, vključno z glavnim oltarjem najvišjim lesenim oltarjem na svetu z 18,62 metra. Ustvarila ga je delavnica mojstra Pavla iz Levoča in je bil dokončan leta 1517. Cerkev, druga največja na Slovaškem, hrani tudi dragoceno opremo in umetnine, kot so dela draguljarja Jánosa Szillassyja. Med reformacijo je bila cerkev od leta 1544 protestantska. Od leta 1622 so gradili orgle.
Cerkveni stolp je mesto uporabljalo tudi kot stražarski stolp, ki je opozarjal na nastajajoče požare. Srednjeveški stolp je poškodovala strela v zgodnjem 19. stoletju, nadomestil pa ga je neogotski stolp (verjetno prvi v tem slogu na današnjem Slovaškem), ki ga je zasnoval Fridrich Muck in je bil zgrajen v letih 1852–1870, in je 70 metrov visok. Od prvotnih stolpnih zvonov so enega prestavili v zvonik mestne hiše; drugi so bili pretopljeni med prvo svetovno vojno in so bili nadomeščeni leta 1925. Od leta 2016 je stolp, ki ponuja pogled na zgodovinsko središče mesta, odprt za obiskovalce.

## Oltarji
Cerkev ima 18 oltarjev. Pomembni so naslednji:
- Veliki oltar (oltar sv. Jakoba apostola). Ustvaril mojster Pavel 1507–1517.[7] Oltar je bil izdelan v fazah. Retabel je bil dokončan leta 1508. Dodatne skulpture in slike so bile morda dokončane do leta 1515. Zadnje faze, vključno s pozlato, so bile izvedene do leta 1517.[8]

Številne slike pasijona na oltarjevem poliptihu temeljijo na gravurah Lucasa Cranacha starejšega iz pasijonskega cikla, ki je bil objavljen leta 1509. Kipi dvanajstih apostolov na oltarjevem ciboriju so iz približno leta 1390 in so bili morda del prejšnji oltar v cerkvi.
- Skulpture oltarja Kristusovega rojstva (mojster Pavel) – zdaj vključene v baročni Czakyjev oltar. Skulpture so bile v času verskih nemirov 200 let skrite v mestni hiši.
- Oltar štirih Janezov (1520, mojster Pavel).
- Oltar sv. Ane (Metercijski oltar), (1516, mojster Pavel).
- Oltar svetega Petra in Pavla (1495, pred mojstrom Pavlom).
- Oltar škofa sv. Nikolaja (1507). Liki sv. Leonarda in sv. Janeza sta delo mojstra Pavla, lik sv. Nikolaja pa je iz let 1360 do 1370.
- Oltar sv. Katarine Aleksandrijske (ok. 1460)
- Oltar sv. Mihaela nadangela (ok. 1620).
- Oltar Dobrega pastirja (ok. 1700).
- Oltar Device Marije Snežne (Oltar trinajstih mest).
- Oltar Vir dolorum, (Oltar kralja Matije Korvina) (1476–1490).
- Oltar sv. Elizabete vdove, plošča iz leta 1492.

V cerkvi je tudi kip sv. Jurija in zmaja iz delavnice mojstra Pavla.

## Freske
Cerkev ima številne freske. Med njimi so:
- cikel fresk Sedem vrlin in sedem slabosti iz ok. 1385.
- dvajset prizorov iz legende o sv. Doroteji, (ok. 1400)
- stenska slika Poslednje sodbe (ok. 1500)

## Poslikani epitafi
Nenavadnost cerkve so številni naslikani epitafi na stenah cerkve. Med njimi je tudi epitaf Margite Urbanovič, nečakinje mojstra Pavla, ki je edini konkreten sodoben zapis, da je Pavel avtor velikega oltarja.

## Orgle
Sedanje orgle je nadomestile prejšnje in jih je leta 1622 začel izdelovati Hans Hummel, v Nemčiji rojen orglar. Med gradnjo je Hummel leta 1630 umrl, ko je padel z gradbenega odra, orgle pa je dokončal poljski orglar Juraj Nitrovský.
Takrat so bile največje orgle v Ogrskem kraljestvu. Prvotno so bile v severni ladji cerkve, preden so jih v 19. stoletju prestavili na današnji položaj v orgelskem koru.